# Années 1990 av. J.-C.
Les années 1990 av. J.-C. couvrent les années de 1999 av. J.-C. à 1990 av. J.-C.

## Évènements
- 1998 av. J.-C.[1] : Ishbi-Irra d’Isin chasse les Élamites d’Ur. Ses successeurs porteront le titre de « roi d’Ur, de Sumer et d’Akkad ». Ils donnent l’illusion d’assurer la continuité de la troisième dynastie d'Ur jusqu’au règne d’Iddin-Dagan (-1974, -1954)[2].
- 1997 av. J.-C. : début du règne de Mentouhotep IV, roi de la XIe dynastie (fin en 1991)[3]. Sous son règne, le vizir Amenemhat mène une expédition dans les carrières du Ouadi Hammamat. Le vizir crée une oasis sur la route de la mer rouge et peut-être le port de Ouadi Gasous, point de départ désormais des expéditions vers Pount[4].

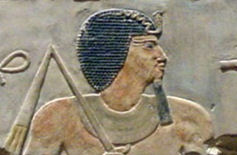
Amenemhat Ier

- avant 1996 av. J.-C. : transformation du néo-sumérien en sumérien tardif[5].
- avant 1992 av. J.-C. Mort de Montouhotep III.
- 1991 av. J.-C. : date présumée du début du règne d'Amenemhat Ier, premier roi de la XIIe dynastie[3].